# Gesnouinia arborea
Gesnouinia arborea är en nässelväxtart som först beskrevs av Carl von Linné den yngre och som fick sitt nu gällande namn av Charles Gaudichaud-Beaupré.
Gesnouinia arborea ingår i släktet Gesnouinia och familjen nässelväxter. Inga underarter finns listade i Catalogue of Life.

## Bildgalleri

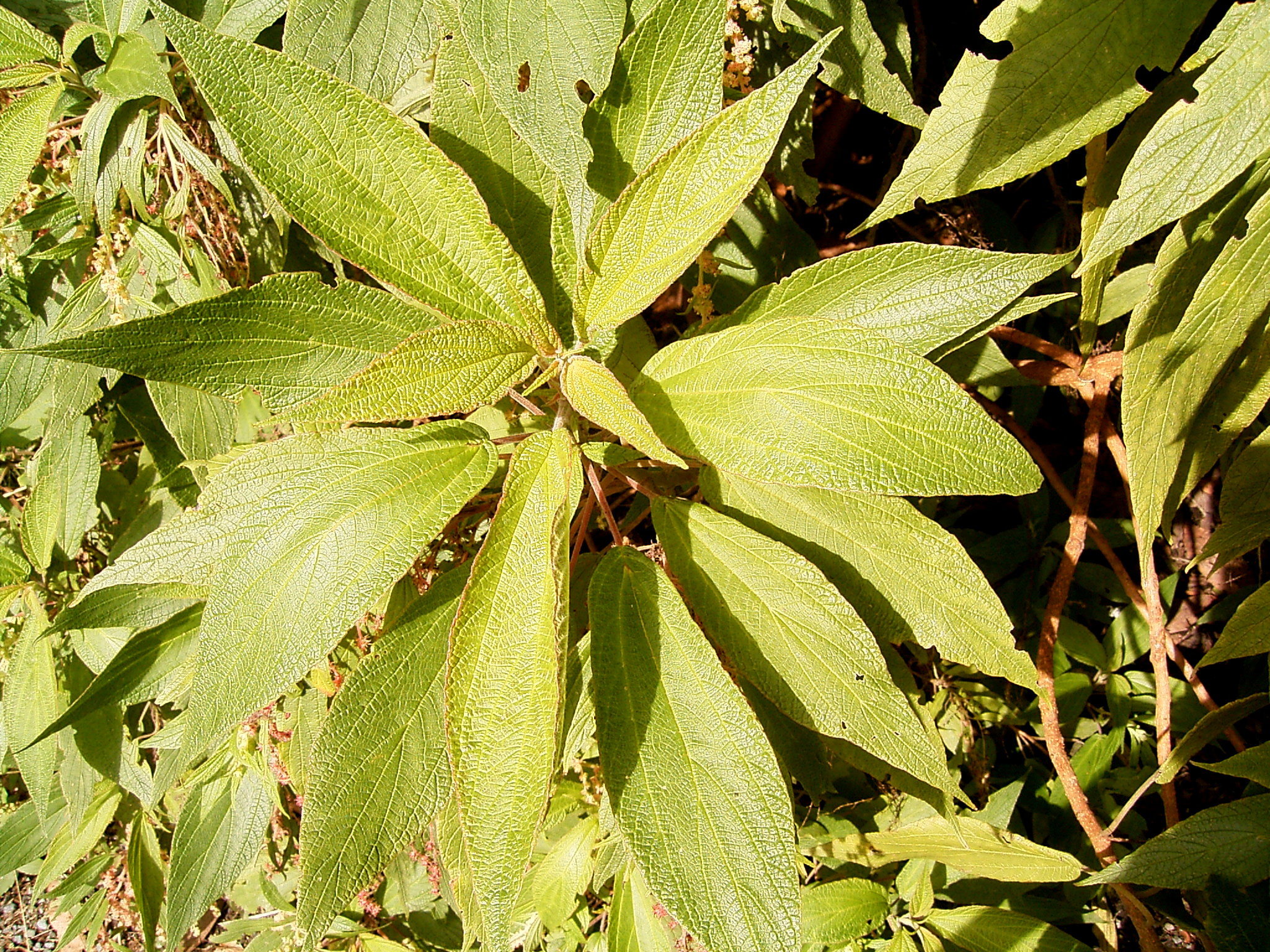
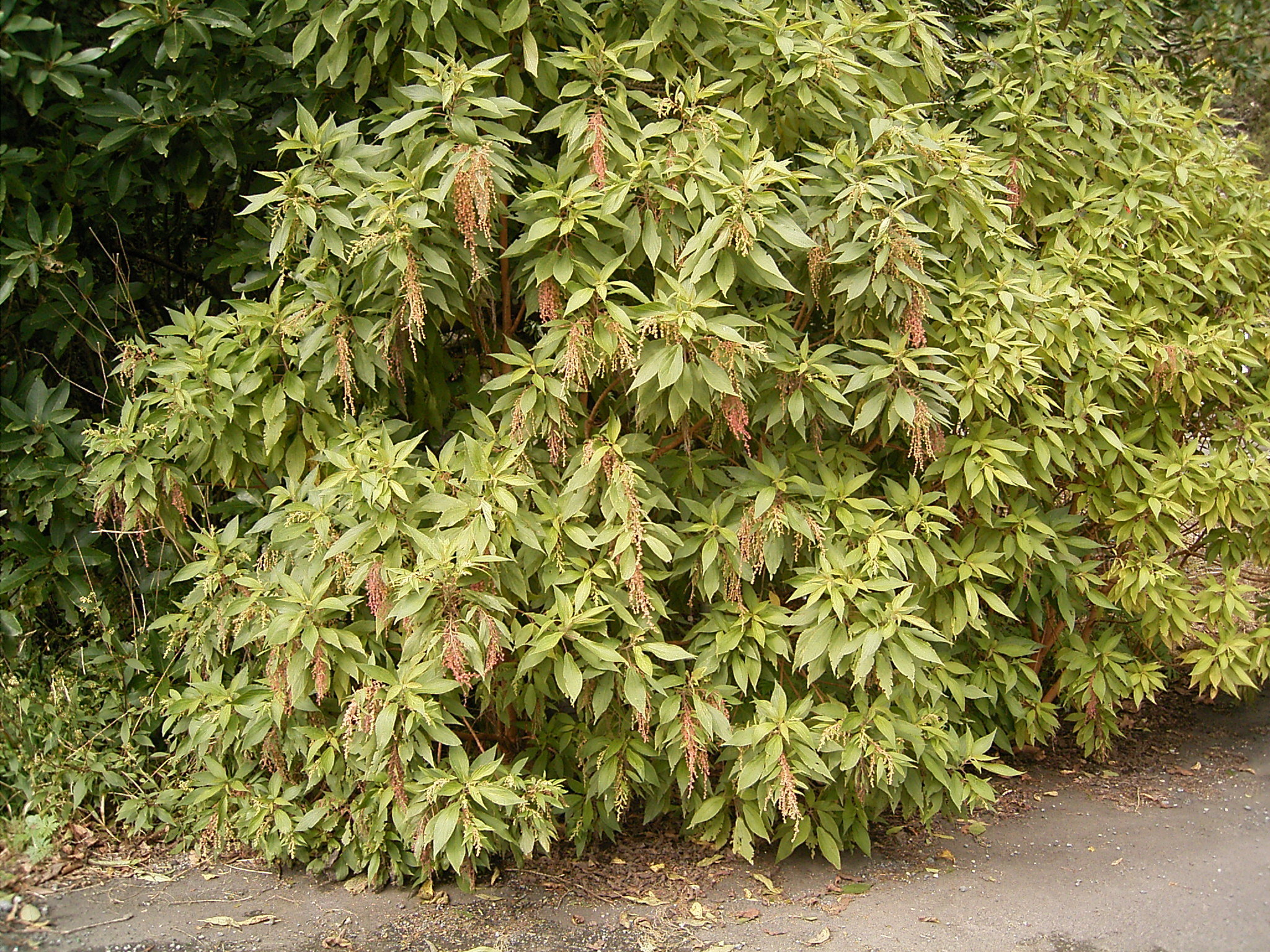
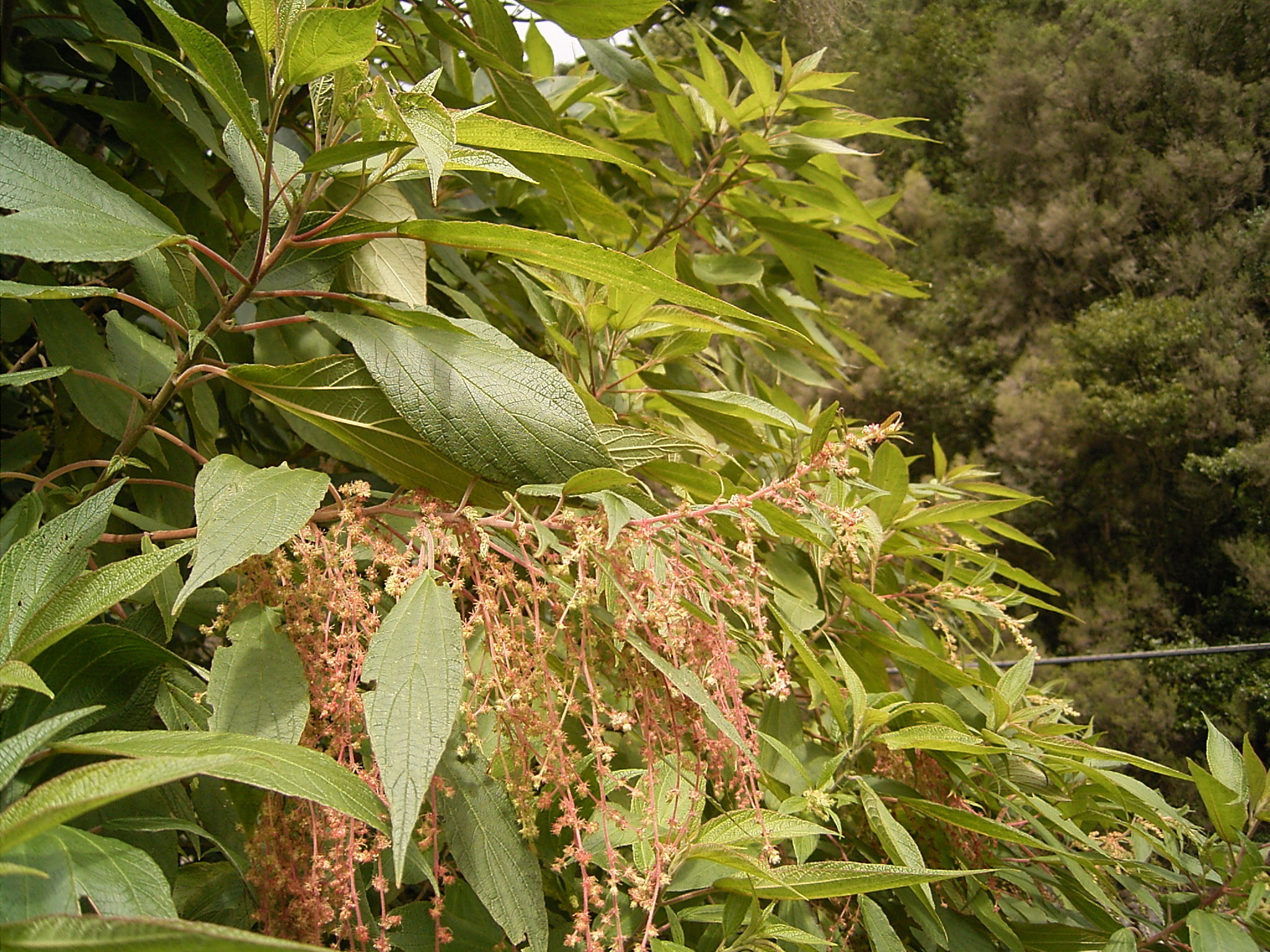
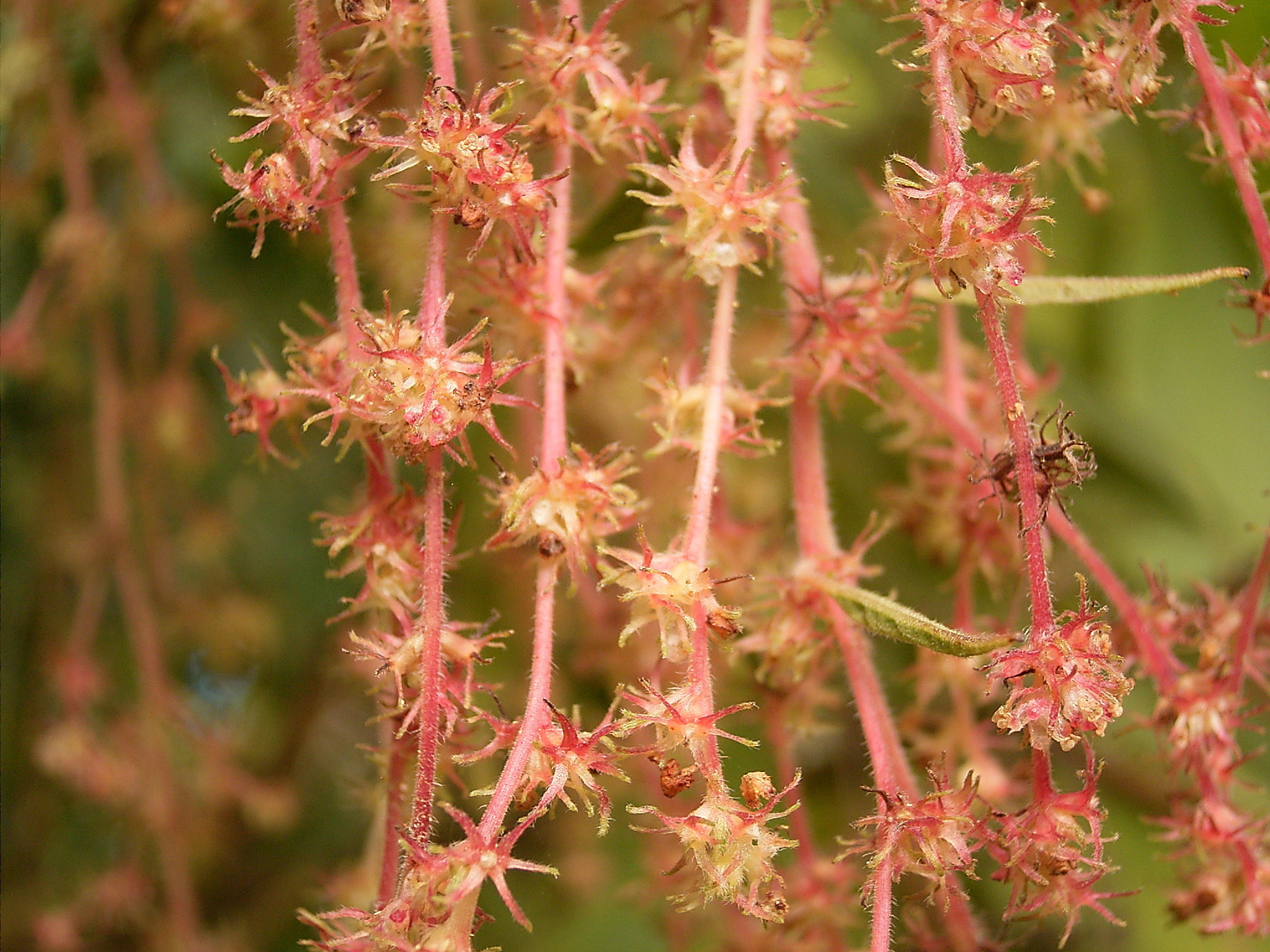
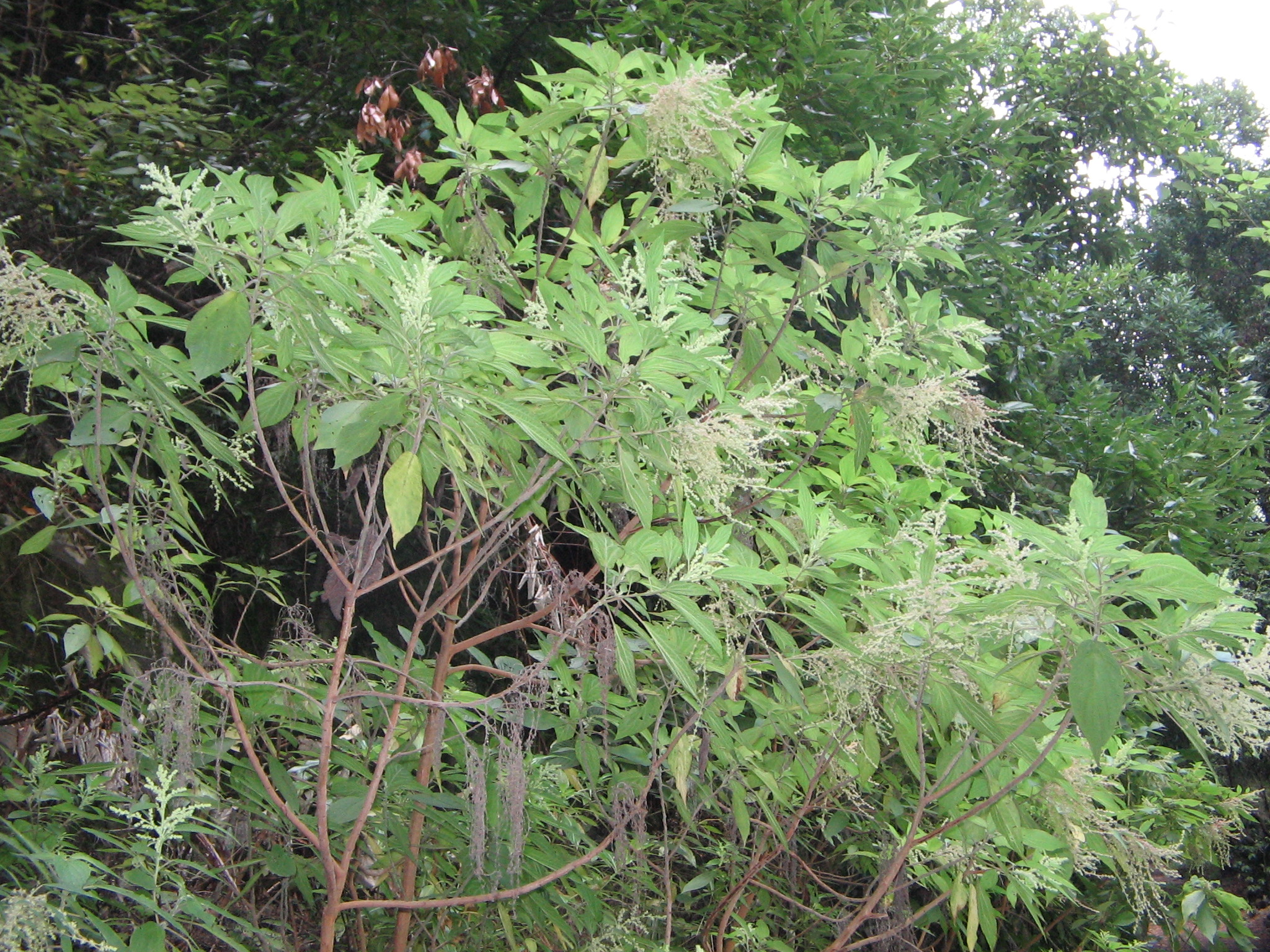
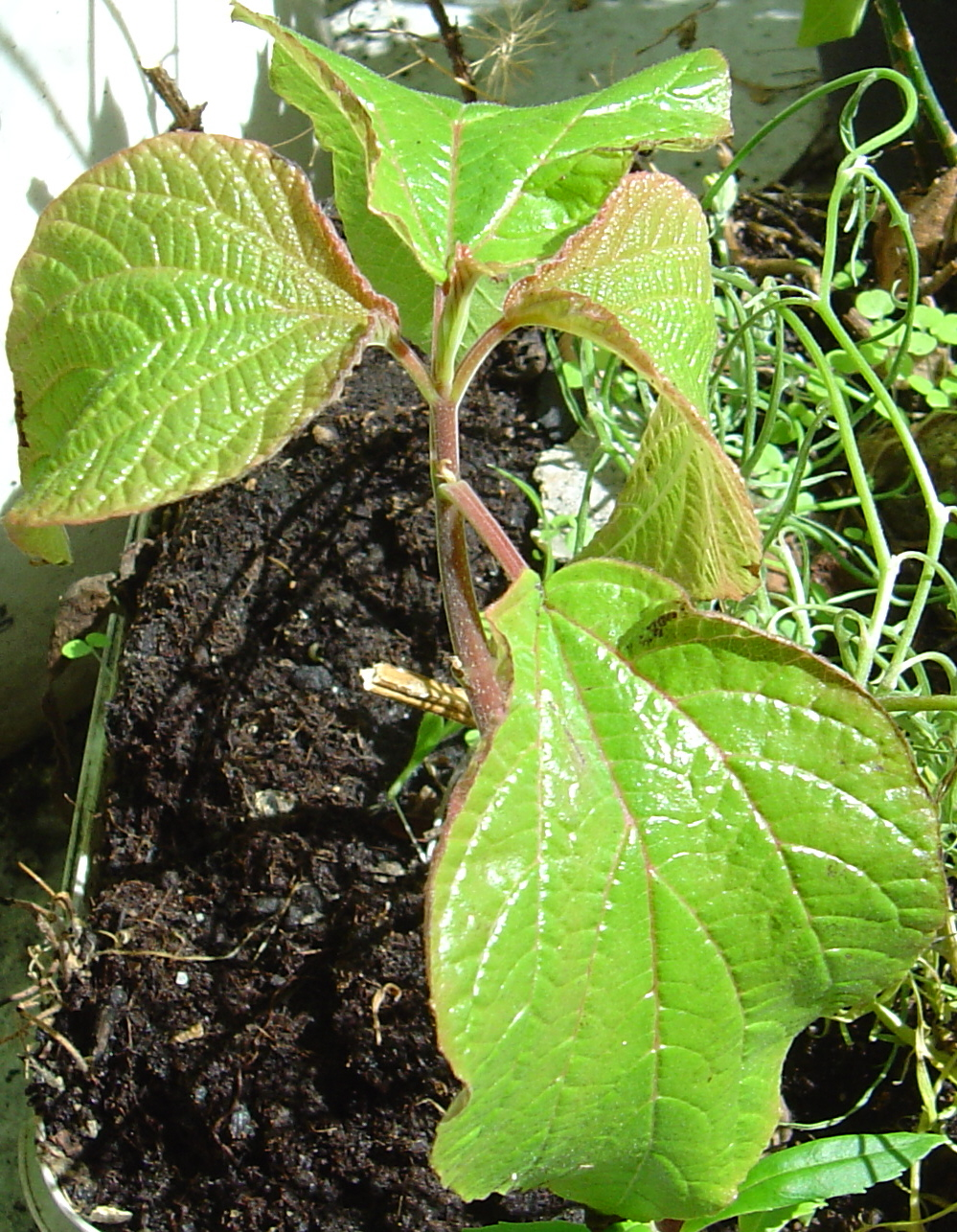